# Carie (Kenmore)

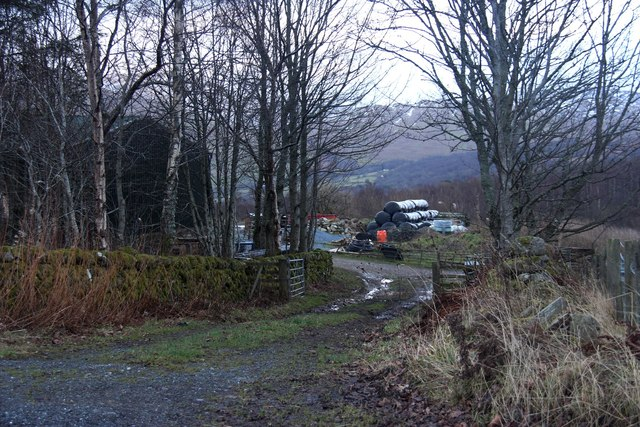
Einfahrt des Hofes Carie

Carie ist ein Hofgut, das im Norden von Schottland zwischen Inverness im Norden und Perth im Südosten in der Region Perth and Kinross liegt. Im Rahmen der historischen Gliederung Schottlands in Civil Parishes zählt es zu Kenmore, das zu Perthshire gehörte.
Carie liegt im ländlichen Raum, etwa einen guten Kilometer nordwestlich oberhalb des Ufers des Sees Loch Tay. Eine Fähre gab es dort, die nach Ardeonaig in Stirling verkehrte.